# Ян Сюцин
Ян Сюцин (также Ян Сю-Цин, кит. 楊秀清; 1821 — 2 сентября 1856, Нанкин) — один из руководителей и главнокомандующий войсками Тайпинского восстания.
Перед Тайпинским восстанием Ян был торговцем в провинции Гуанси. В 1848 году он принял христианство, после того как, по его словам, ему в видении явился Господь. Ян проводил сеансы исцеления людей и собрал вокруг себя группу приверженцев.
С началом восстания Ян примкнул к нему и быстро выдвинулся в число его руководителей. В 1851 году, когда Хун Сюцюань принял титул «Небесного императора», он назначил Яна Сюцина главнокомандующим армии. Позднее Ян получил звание «Восточного царя» («Дунван»), как и трое других руководителей восстания, которые получили свои стороны света в Тайпинском государстве.
Ян создал разветвлённую сеть шпионов, и в середине 50-х считался самым влиятельным из лидеров тайпинов.
В 1853 году войска под командованием Яна взяли Нанкин, который стал столицей тайпинов. Небесный император тайпинов Хун потерял интерес к политике и больше интересовался своим гаремом. Ян был назначен главой правительства и обладал реальной властью среди повстанцев.
Позднее между Яном и Хуном возникли конфликты, в том числе по религиозным вопросам, кроме того Хун подозревал Яна в желании захватить абсолютную власть.
2 сентября 1856 года Ян Сюцин был убит людьми, подосланными Хун Сюцюанем в столице Тайпинского государства Нанкине. В течение следующих трёх месяцев по приказу Хуна была убита вся семья Яна и тысячи его сторонников.